# Чорновіл Андрій В'ячеславович
Андрій В'ячеславович Чорновіл (нар. 21 червня 1962, м. Львів) — український лікар та політик, син В'ячеслава Чорновола.

## Біографія
Закінчив Львівський державний медичний інститут за спеціальністю «Педіатрія». З 1993 року працює на кафедрі інфекційних хвороб Львівського державного медичного університету. З вересня 2003 по липень 2004 року — головний інспектор Західної регіональної митниці. 2002 року обраний депутатом Львівської обласної ради. Позапартійний. Розлучений. Син В'ячеслава Чорновола.
Як самовисуванець балотувався на посаду Президента України на виборах 2004 року. Отримав 0,12 % голосів (36086 голосів за кандидата).